# Apristurus spongiceps
Apristurus spongiceps — акула з роду Чорна котяча акула родини Котячі акули. Інші назви «м'якоголова чорна котяча акула», «губчаста котяча акула».

## Опис
Загальна довжина досягає 51-52 см. Голова тупа. Морда помірно довга (становить 9 % довжини усього тіла) і широка, закруглена на кінці. Очі маленькі (3 % довжини усього тіла) з мигальною перетинкою. За ними розташовані невеличкі бризкальця. Надочний сенсорний канал безперервний. Ніздрі широкі, їх ширина сягає відстані між ніздрями. Носові клапани великі, трикутної форми. Губні борозни на верхній та нижній губі однакової довжини. Рот довгий, широко зігнутий. Зуби дрібні з багатьма верхівками, з яких центральна довга і гостра на відміну від бокових. У неї 5 пар доволі маленьких зябрових щілин. В області зябрових щілин та горла є чітко виражені шкіряні складки, що підіймаються над зябрами. Цим відрізняється від інших представників свого роду. Тулуб гладкий (товстий). У особин, що не досягли статевої зрілості, тулуб більш стрункий. Луска велика, розташована близько одна від одної. Спіральний клапан шлунка має 7-12 витків. Грудні плавці відносно маленькі, з закругленими кінчиками. Має 2 невеличких спинних плавця однакового розміру, які розташовані у хвостовій частині. Черевні плавці високі, округлі. Відстань між грудними та черевними плавцями становить 11 % довжини усього тіла. Анальний плавець відносно короткий (на відміну від інших видів чорних котячих акул) та високий, його основа становить 13 % довжини тіла акули. Хвостовий плавець відносно широкий, гетероцеркальний, без гребеня.
Забарвлення однотонне: темно-коричневе.

## Спосіб життя
Тримається на глибинах від 500 до 1500 м. Доволі повільна та малорухлива акула. Полює на здобич біля дна, є бентофагом. Живиться глибоководними кальмарами, ракоподібними, морськими черв'яками та дрібною рибою.
Це яйцекладна акула.
Не є об'єктом промислового вилову.

## Розповсюдження
Мешкає біля Гавайських островів, зокрема біля о.Ніхоа, та у морі Банда (поблизу о.Сулавесі).